# Scolarizzazione
Il termine scolarizzazione, in ambito sociologico, indica "il livello di diffusione e di istituzionalizzazione della frequenza scolastica" limitatamente ad una determinata popolazione giovanile. Da questo punto di vista, le percentuali in cui la scolarizzazione viene espressa sono di solito oggetto di comparazioni regionali, nazionali o internazionali. I dati raccolti sono poi oggetto di valutazioni anche in sede politica, allo scopo di delineare le modalità di intervento e le misure più adatte per fronteggiare le specifiche difficoltà nei vari contesti e di orientare i processi di educazione e di istruzione.
È possibile distinguere tale concetto da quello di alfabetizzazione. A tal fine si può notare che mentre quest'ultima può avvenire anche in luoghi diversi dalla scuola, la scolarizzazione dal canto suo non si esaurisce con l'alfabetizzazione.
Inoltre, mentre la scolarizzazione ha per soggetti quasi sempre dei giovani, l'alfabetizzazione frequentemente può avere come destinatari anche adulti.
Infine, la scolarizzazione ha per oggetto soprattutto comportamenti, l'alfabetizzazione invece ha principalmente obiettivi cognitivi.
In ambito pedagogico, alcuni autori propendono per un ampliamento dell'ambito semantico del termine, includendovi l'educazione.
Si veda per es. il seguente testo: "Quindi la scolarizzazione intesa come l'insegnare a scrivere, leggere e far di conti va bene a mio parere se è finalizzato non a creare dei contenitori in cui immettere un numero ben preciso di nozioni a seconda di quanto previsto dai programmi ministeriali ma una scolarizzazione che diventi anche educazione".